# Спартак (балет)
«Спартак» — балет в 4 актах 9 картинах композитора Арама Хачатуряна (1903—1978). Партитуру балета Хачатурян начал в 1950 году, после поездки в Рим. Оригинальный сценарий балета был написан драматургом Николаем Волковым, литературной основой для сценария послужили различные исторические материалы и художественные произведения.
Впервые балет был поставлен хореографом Леонидом Якобсоном в Ленинградском театре оперы и балета, премьера состоялась 27 декабря 1956 года, в 1958 году был перенесён на сцену Большого театра.

## Действующие лица
- Спартак, гладиатор, предводитель восставших рабов
- Красс, римский полководец
- Фригия, возлюбленная Спартака
- Эгина, куртизанка
- Гладиатор
- Три пастуха
- Пастушка

## Сюжет
Римский консул Красс с триумфом возвращается в Рим. Среди его пленников, обречённых на рабство, — фракийский правитель Спартак и его возлюбленная Фригия. Гордый и мужественный человек, он протестует против бесчеловечности римлян, но силы не равны. Спартак прощается с Фригией, которая становится рабыней Красса.
Во дворце Красса идёт оргия. Куртизанку Эгину настораживает интерес консула к молодой женщине, и она вовлекает Красса в неистовую пляску. В разгар оргии Красс приказывает привести гладиаторов. Они должны биться насмерть в шлемах с глухим забралом, не видя противника. Победивший Спартак с отчаянием обнаруживает, что убил своего товарища. Трагедия пробуждает в нём гнев, и Спартак принимает решение бороться за свободу. Он призывает пленных гладиаторов к восстанию. Они клянутся ему в верности и под его предводительством бегут из Рима. К гладиаторам присоединяются пастухи, и восставший народ провозглашает Спартака своим вождём.
Поиски Фригии приводят Спартака на виллу Красса. Но недолга радость встречи влюблённых — к вилле направляется процессия патрициев во главе с Эгиной. Она давно жаждет обольстить и завоевать Красса.
На своей вилле Красс празднует победу. Но дворец окружают восставшие, и Красс с Эгиной вынуждены бежать. Восставшие гладиаторы берут в плен консула, но Спартак не хочет расправы — в честном бою он побеждает Красса и прогоняет его с позором. Ликующие повстанцы славят победу Спартака. Красс собирает легионеров. А Эгина замышляет коварный план — посеять раздор в стане восставших.
Спартак счастлив с Фригией. Однако приходит весть о новом походе Красса. Спартак предлагает принять бой. Но многие из его союзников покидают своего вождя. Спартак предчувствует трагический конец, но ради свободы готов отдать свою жизнь. Эгина вместе с куртизанками соблазняет гладиаторов и заманивает их в ловушку. Красс жаждет мести, ему недостаточно победы — ему нужна гибель унизившего его Спартака. Легионеры окружают войска Спартака. В неравном бою гибнут его друзья и он сам. Фригия находит тело Спартака. Она оплакивает его, полная веры в бессмертие его подвига.

## Постановки

### Театр им. Кирова
- 27 декабря 1956 года — хореограф Леонид Якобсон, художник Валентина Ходасевич, дирижёр Павел Фельдт. Исполнители: Спартак — Аскольд Макаров, Фригия — Инна Зубковская, Эгина — Алла Шелест, Красс — Роберт Гербек. Согласно Ф. В. Лопухову, при работе над постановкой Л. В. Якобсон использовал ключ балета «Египетские ночи» в постановке М. М. Фокина[2].

### Большой театр
- 11 марта 1958 года — хореограф Игорь Моисеев, художник Александр Константиновский, дирижёр Юрий Файер. Исполнители: Спартак — Дмитрий Бегак, Фригия — Наталья Рыженко, Эгина — Майя Плисецкая, Гармодий — Николай Фадеечев.

- 4 апреля 1962 года — хореограф Леонид Якобсон, художник Вадим Рындин, дирижёр Юрий Файер. Исполнители: Спартак — Дмитрий Бегак, Фригия — Майя Плисецкая, Эгина — Наталья Рыженко, Красс — Александр Радунский, Раб — Владимир Васильев.

- 9 апреля 1968 года — хореограф и главный балетмейстер Юрий Григорович, художник Симон Вирсаладзе, дирижёр Геннадий Рождественский. Исполнители: Спартак — Владимир Васильев, Фригия — Екатерина Максимова, Эгина — Нина Тимофеева, Красс — Марис Лиепа (в других составах Спартак — Михаил Лавровский, Фригия — Наталия Бессмертнова, Эгина — Светлана Адырхаева, Красс — Борис Акимов). За этот балетный спектакль Григоровичу, Вирсаладзе, Рождественскому, Васильеву, Лавровскому и Лиепе была присуждена Ленинская премия 1970 года в области театрального искусства[3].

## В коллекционировании
- 25 мая 2000 года Белпочта к выходу марки «Сцена из спектакля „Страсти (Рогнеда)“» выпустила конверт первого дня с изображение сцены из балета «Спартак». Художник — А. Гапиенко.
- В 2001 году в честь 225-летия Большого театра Банком России была выпущена монета номиналом 100 рублей с изображением сцены из балета.
- В 2003 году Почта России выпустила почтовую марку, посвящённую Араму Хачатуряну с коллажем изображений сцен из балета.

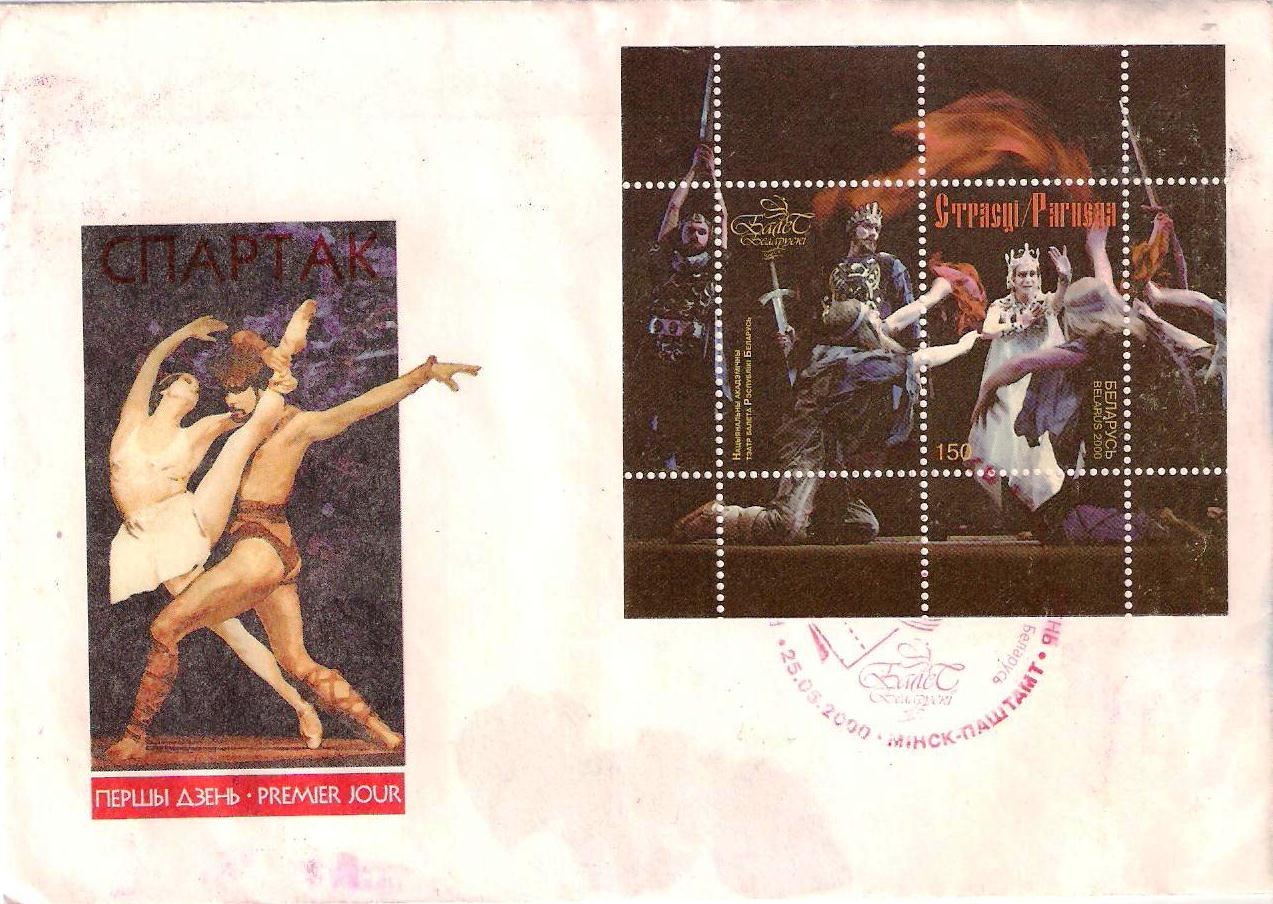
Конверт Первого дня, Белоруссия, 2000.
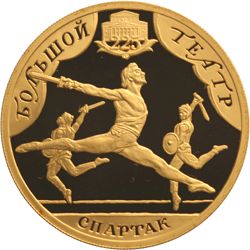
Монета Банка России, 2001.
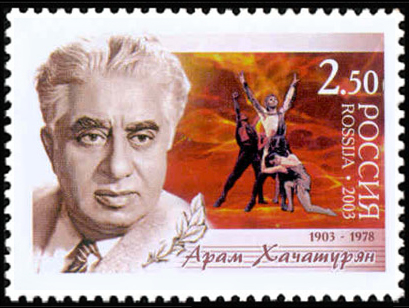
Почтовая марка России, 2003.